# БТР-82
БТР-82 — глибока російська модернізація бронетранспортера БТР-80. Бронетранспортер отримав нову башту з 30-мм гарматою 2А72. Розроблений і виготовляється на АТ «Арзамаський машинобудівний завод» у Росії.

## Історія
Дослідні зразки БТР-82 і БТР-82А були зібрані в грудні 2009 року на Арзамаському машинобудівному заводі (АМЗ). Випробування машин відбулися взимку 2010 року, після чого вони були прийняті на озброєння. У 2011 році на БТР-82А були переозброєні деякі частини Південного військового округу.
Збройні сили Казахстану прийняли на озброєння БТР-82А раніше, ніж ЗС Росії, за контрактом, укладеним у 2010 році, згідно з яким поставки почалися у 2012 році.
Після завершення випробувань у 2013 році наказом міністра оборони С. К. Шойгу БТР-82 було прийнято на озброєння російської армії.

## Конструкція

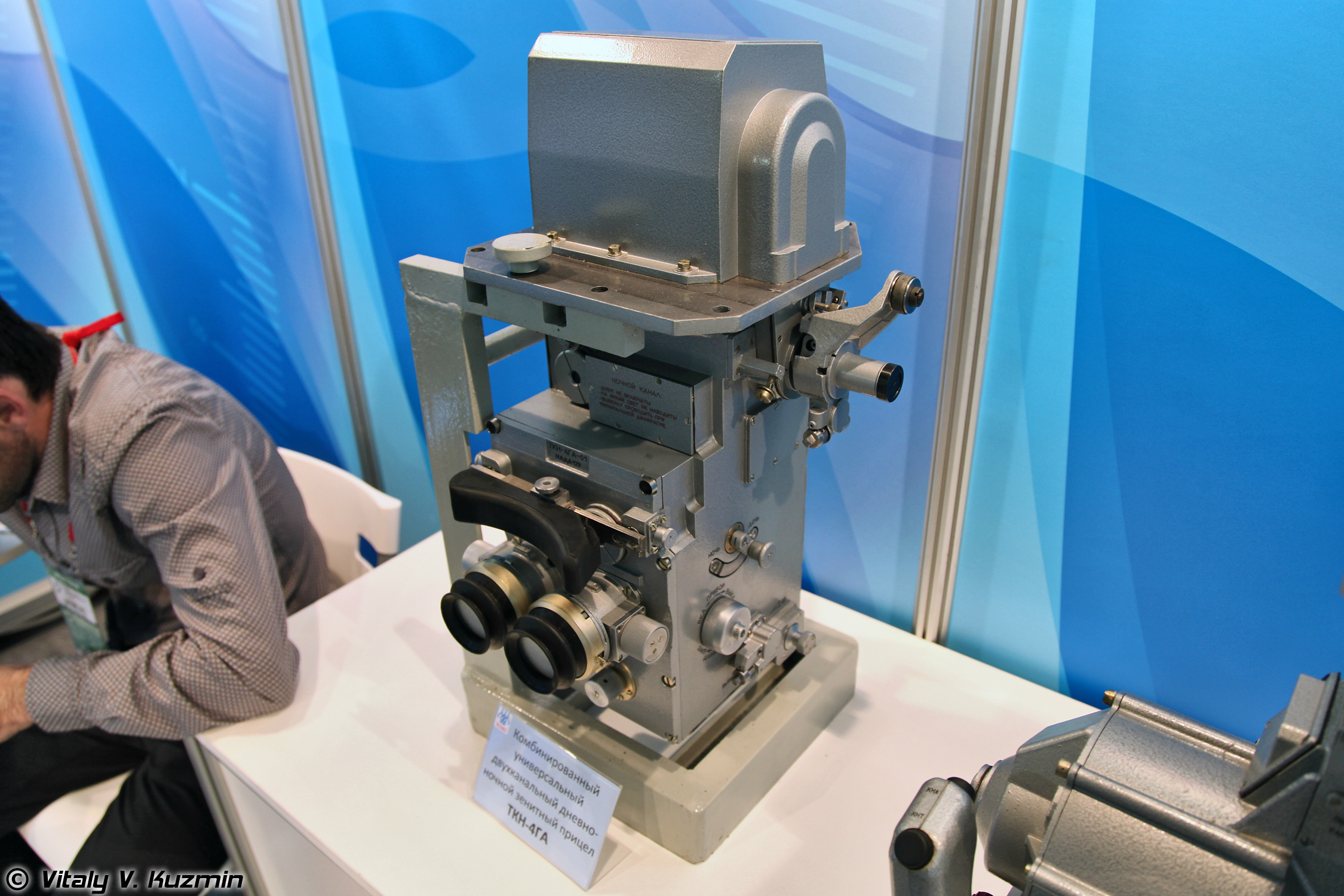
Приціл ТКН-4ГА
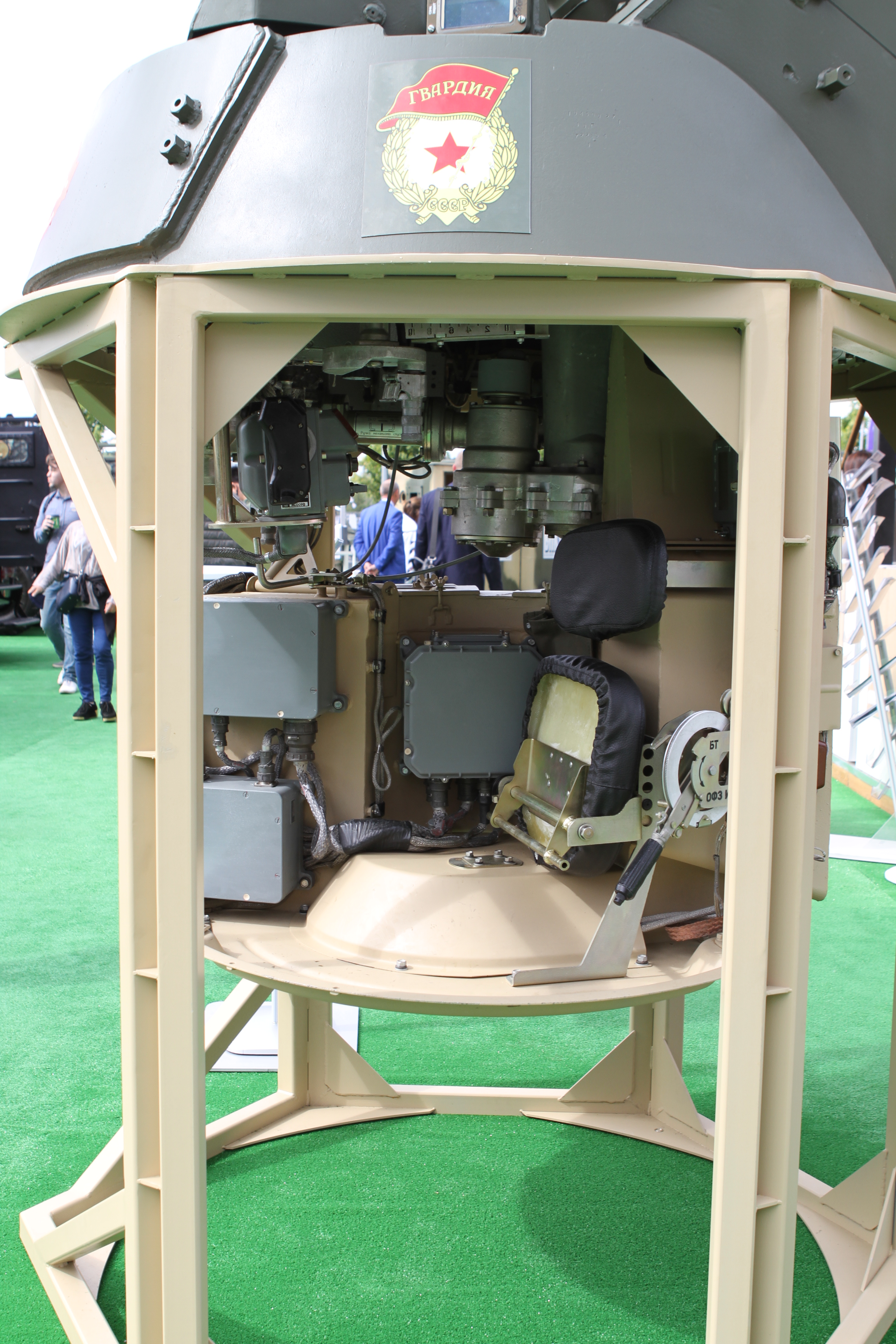
Бойовий модуль

На машині встановлений 8-циліндровий чотиритактний V-подібний дизельний двигун КАМАЗ-740.14‑300 потужністю 300 к.с.
Конструкція башти — це уніфікований модуль, оснащений системою стабілізації озброєння у двох площинах, а також електроприводами. Озброєння представлено 14,5-мм кулеметом КПВТ (для БТР-82) або швидкострільною 30-мм гарматою 2A72 (для БТР-82А), спареними з 7,62-мм кулеметом ПКТМ у модулі баштової гарматно-кулеметної установки (БГКУ). Спарене озброєння обладнане електроприводом та цифровим двоплощинним стабілізатором, комбінованим цілодобовим прицілом навідника ТКН-4ГА з денним і нічним каналами, зі стабілізованим полем зору та каналом управління дистанційним підривом снаряда. У модифікації прицілу ТКН-4ГА-03 нічний канал замінено тепловізійним.
Покращена живучість, прохідність, надійність та ресурс експлуатації порівняно з БТР-80. Є протиосколковий захист у вигляді спеціальних накладок на внутрішній поверхні корпусу та кондиціонер. Бронетранспортер отримав цифрові радіостанції «Акведук» із шифруванням сигналу та комбіновані прилади спостереження. Підвищено протимінну стійкість.
З наявністю системи стабілізації гармати з’явилася можливість ефективної стрільби під час руху і вночі. На внутрішніх поверхнях корпусу встановлено протиосколковий захист. Штатне місце оператора на БТР-82А перемістилося з башти в відділення екіпажу. З метою зниження впливу від мін, усі сидіння встановлені на кріпленнях, що поглинають удар. Машина оснащена новою покращеною системою пожежогасіння.

## Варіанти та модифікації
- БТР-82А — модифікація з 30-мм гарматою 2А72 у модулі БГКУ.
- БТР-82А1 — модернізований БТР-82, оснащений дистанційно керованим бойовим модулем розробки ЦНДІ «Буревісник» з 30-мм автоматичною гарматою та 7,62-мм кулеметом.
- БТР-82АМ — БТР-80, модернізований до рівня БТР-82А. Модернізація здійснюється під час капітального ремонту на ремонтних підприємствах[8].
- БТР-82АТ — модифікація з комплектом додаткових екранів і решіток, комбінованим двоканальним прицілом та ПТРК «Корнет» у десантному відділенні[9].
- БТР-82В — варіант для Росгвардії з бойовим модулем від БТР-80[10].
- БТР-87 — глибока модернізація БТР-82А, має повністю новий бронекорпус з переднім розташуванням моторно-трансмісійного відділення та заднім розташуванням відділення для десантників. Розроблений «Військово-промисловою компанією» Групи ГАЗ і головним чином призначений для експорту. Вперше був представлений у червні 2015 року на міжнародному військово-технічному форумі «Армія-2015» у парку «Патріот» у Кубинці[11].
- Тайфун-М — бойова протидиверсійна машина (індекс 15Ц56М) створена на базі БТР-82 і призначена для захисту мобільних ракетних комплексів та підрозділів РВСП.

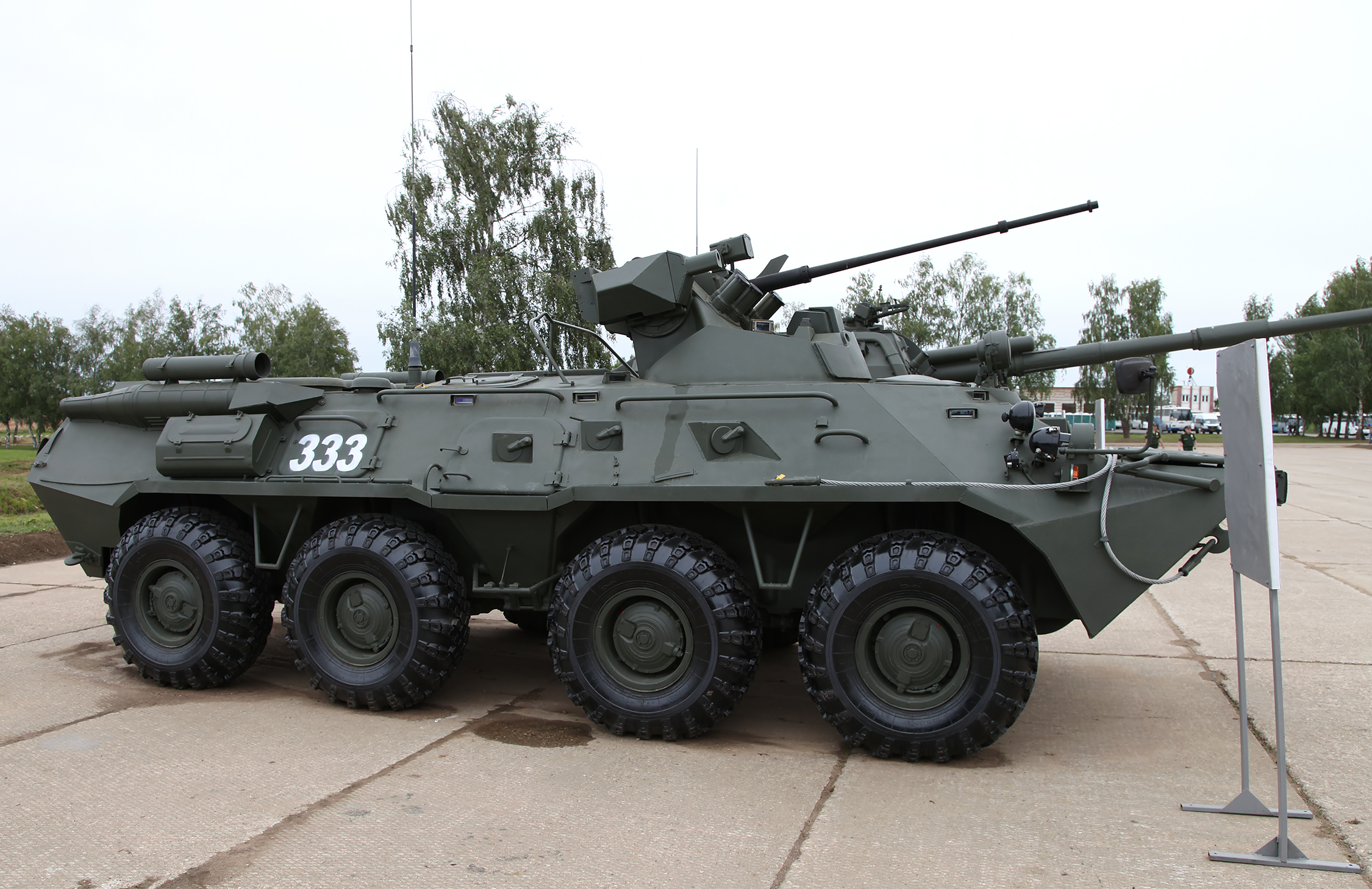
БТР-82А, виставлений на конкурсі «Танковий біатлон-2014»
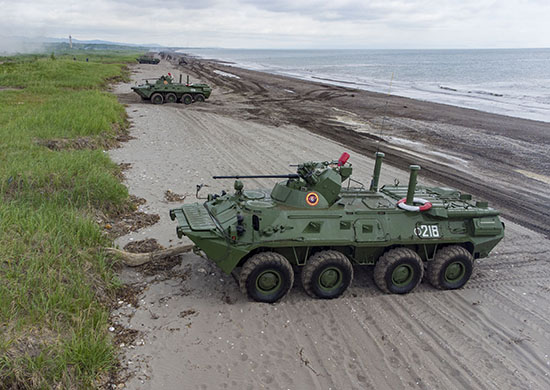
Модернізований бронетранспортер БТР-82АМ із встановленими при морському десантуванні протихвильовими повітрозабірними трубами
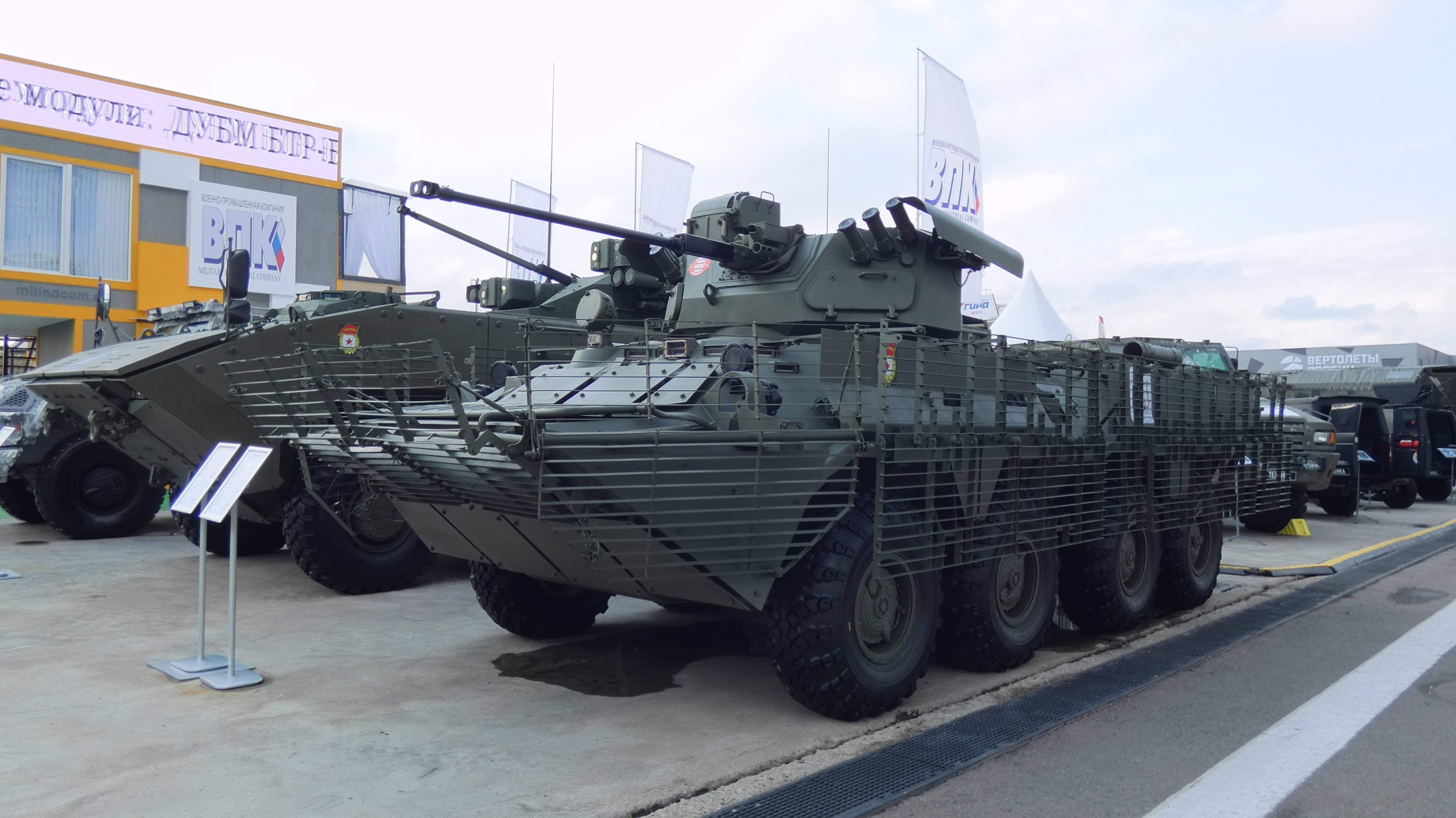
БТР-82АТ із бойовим модулем БТР-БМ, виставка «Армія-2021».
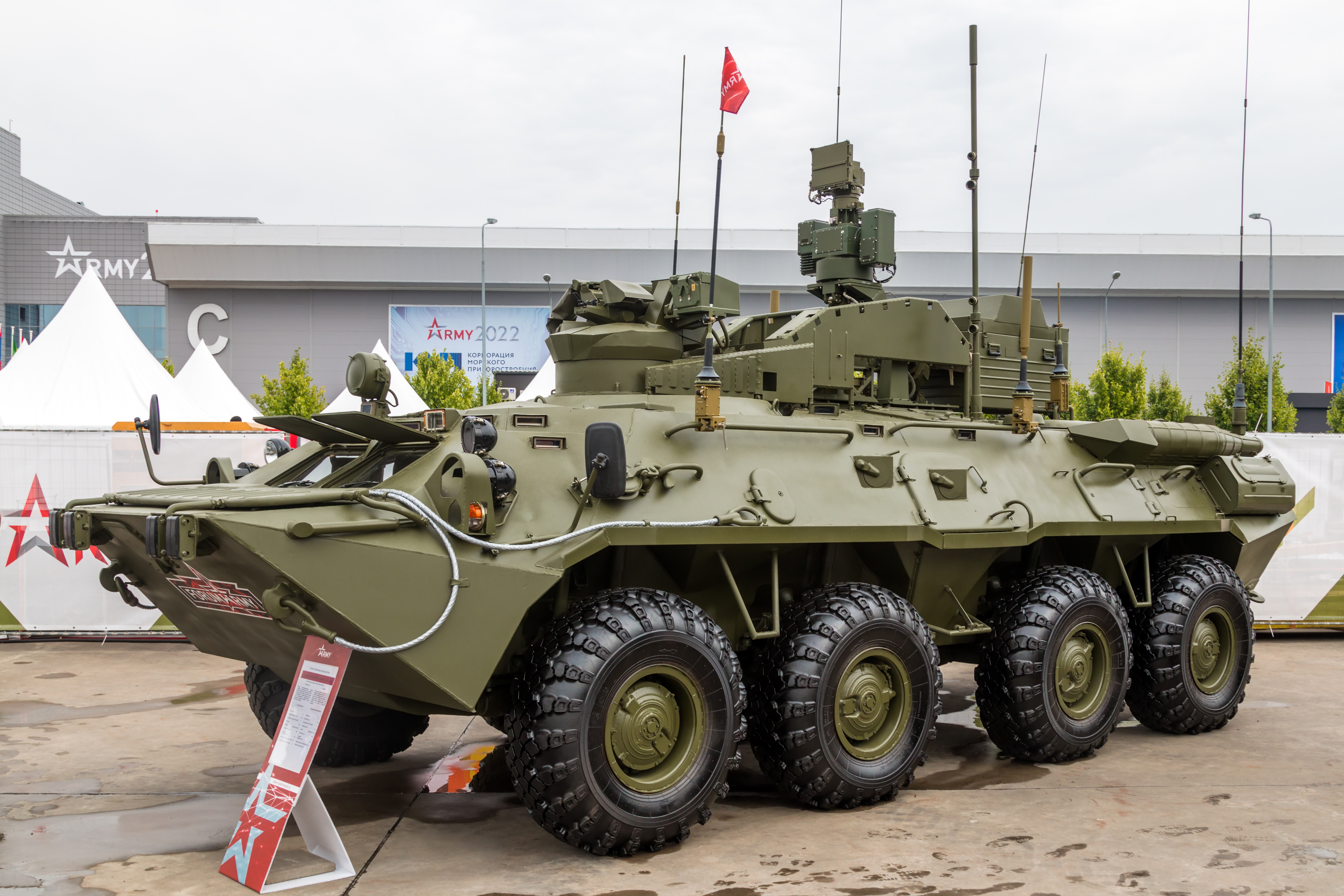
БПДМ «Тайфун-М»

## Бойове застосування

### Російсько-українська війна
16 серпня 2014 року з'явилося відео, де підрозділи 18-ї мотострілецької бригади в районі с. Дмитрівка Донецької області рухалися поряд із бронетранспортерами БТР-82А.
В серпні 2014 року у боях під Новосвітлівкою в Луганській області було знищено БТР-82А. Аналіз його знімків показав, що він належав 18-й мотострілецькій бригаді, і мав бортовий номер 052.
БТР-82 всіх модифікацій активно використовується російською окупаційною армією під час повномасштабного вторгнення в Україну.
В липні 2022 року інженери спецпідрозділу «Азов» показали трофейний БТР-82А, який після переобладнання мав бути відправлений на фронт.
З 24 лютого й до вересня 2022 року щонайменш 117 БТР-82 було захоплено ЗСУ у ЗС РФ під час російського вторгнення.
21 жовтня 2023 року під час боїв під Авдіївкою ЗС РФ лише за день втратили знищеними щонайменше 13 БТР-82А/АМ.
Станом на 12 липня 2025 року редактори Oryx Blog знайшли фото чи відео підтвердження безповоротної втрати Росією 1105 бронетранспортерів сімейства БТР-82. Ще 67 машини було покинуто російськими військовими (поточний стан покинутих машин невідомий).
| Модель     | Знищено | Захоплено | Всього |
| ---------- | ------- | --------- | ------ |
| БТР-82А(М) | 658     | 118       | 776    |
| БТР-82АТ   | 314     | 15        | 329    |
| Всього     | 972     | 133       | 1105   |

### Громадянська війна в Сирії
Наприкінці серпня 2015 року сирійська армія опублікувала відео БТР-82А. Камуфляж машин відповідав тому, який використовують у ЗС Росії. Спостерігачі припускають, що машини були взяті з російських армійських запасів і доставлені до Сирії на великому десантному кораблі «Ніколай Фільченков».

### Друга карабаська війна
Восени 2020 року під час конфлікту в Нагірному Карабасі БТР-82 використовувалися азербайджанською армією. Як мінімум одну одиницю було втрачено під час конфлікту. Після підписання тристоронньої мирної угоди, в зону конфлікту було перекинуто російських миротворців, які також використовують БТР-82.

## Оцінки
Серед недоліків експерти RUSI відзначають відсутність композитної броні на бортах машини рівня наявної на бойових машинах західного виробництва, а також відсутність протимінного захисту.
|  | Україна БТР-4Е | Україна БТР-3Е1 | Росія БТР-82А | Німеччина GTK Boxer | Франція VBCI | Фінляндія/ Польща Patria AMV/KTO Rosomak |
|  | -------------- | --------------- | ------------- | ------------------- | ------------ | ---------------------------------------- |

| Зовнішній вигляд                       |                       |                       |                 |                                        |             |                                     |
| Рік прийняття на озброєння             | 2011                  | 2011                  | 2011            | 2011                                   | 2008        | 2003                                |
| Бойова маса, т                         | ~20,0                 | 16,5                  | 15,4            | 33,0                                   | 25,6        | 17,0-27,0                           |
| Екіпаж                                 | 3                     | 2                     | 3               | 3                                      | 3           | 2-3                                 |
| Десант                                 | 8                     | 11                    | 7               | 8                                      | 8           | 8-10                                |
| Захищеність лоба, STANAG 4569 Рівень   | 2                     | н/д                   | н/д             | 6                                      | 4           | 6                                   |
| Захищеність бортів, STANAG 4569 Рівень | 2                     | н/д                   | н/д             | 4                                      | 4           | 4                                   |
| Протимінний захист, STANAG 4569 Рівень | 2                     | н/д                   | немає           | 3b                                     | н/д         | 4                                   |
| Автоматична гармата, мм                | 30                    | 30                    | 30              | 30                                     | 25          | 30 / 100 і 30                       |
| Боєкомплект, пострілів                 | 400                   | 350                   | 300             | н/д                                    | 409         | н/д / 22 і 500                      |
| Швидкострільність, пост./хв            | 330                   | 330                   | 330             | н/д                                    | 400         | н/д / 10 і 330                      |
| ПТРК                                   | ПКР «Бар'єр»          | ПКР «Бар'єр»          | немає           | Spike-LR                               | немає       | Spike-LR/FGM-148 Javelin/Кастет     |
| Кулемети                               | 1 х 7,62-мм КТ        | 1 х 7,62-мм КТ        | 1 х 7,62-мм ПКТ | 1 x 7,62-мм MG3                        | 1 х 7,62-мм | 1 х 7,62-мм UKM-2000C               |
| Додаткове озброєння                    | 1 х 30-мм АСГ КБА-117 | 1 х 30-мм АСГ КБА-117 | немає           | 1 х 40-мм АСГ HK GMG (замість гармати) | немає       | немає                               |
| Потужність двигуна, к. с.              | 500                   | 325                   | 300             | 720                                    | 550         | 480-543                             |
| Питома потужність, к. с./т             | ~25,0                 | 19,7                  | 19,5            | 21,8                                   | 21,5        | 17,8-31,9                           |
| Максимальна швидкість, км/год          | 110                   | 100                   | 100             | 100                                    | 100         | 100                                 |
| Запас ходу по шосе, км                 | 690                   | 600                   | 600             | 1050                                   | 550         | 800                                 |
| Прохідний брід, м                      | плаває                | плаває                | плаває          | 1,2-1,5                                | 1,2         | плаває (без додаткового бронювання) |

|  | Швейцарія/ Канада LAV III(LAV 6) | Австрія Pandur II | США Stryker | Італія Iveco SuperAV | Італія Freccia | Сербія Lazar 3 | Туреччина Pars |
|  | -------------------------------- | ----------------- | ----------- | -------------------- | -------------- | -------------- | -------------- |

| Зовнішній вигляд                       |                  |                |                        |           |             |             |             |
| Рік прийняття на озброєння             | 1999(2016)       | 2007           | 2002                   | 2020      | 2009        | 2017        | 2012        |
| Бойова маса, т                         | 16,95(20,6-28,6) | 22,0           | 16,5-19,5              | 26,0-29,0 | 26,0        | 24,3-28,0   | 16,1-26,0   |
| Екіпаж                                 | 3                | 2              | 2                      | 3         | 3           | 3           | 2-3         |
| Десант                                 | 7(8)             | 12             | 9                      | 11        | 8           | 9           | 9-11        |
| Захищеність лоба, STANAG 4569 Рівень   | 6                | 4              | 6                      | н/д       | 6           | 5           | 4           |
| Захищеність бортів, STANAG 4569 Рівень | 4                | 4              | 4                      | н/д       | 4           | 4           | 4           |
| Протимінний захист, STANAG 4569 Рівень | 3(4+)            | н/д            | 4                      | н/д       | 3a          | 3b          | н/д         |
| Автоматична гармата, мм                | 25               | 30             | 30                     | до 40     | 30          | 30          | 30/40       |
| Боєкомплект, пострілів                 | н/д              | н/д            | 156 (ще 264 в корпусі) | н/д       | н/д         | н/д         | 200         |
| Швидкострільність, пост./хв            | н/д              | н/д            | 200                    | н/д       | н/д         | н/д         | 200         |
| ПТРК                                   | —                | —              | немає                  | н/д       | Spike-LR2   | є           | ZT3 Ingwe   |
| Кулемети                               | 1 х 7,62-мм      | 1 х 7,62-мм    | 1 × 7,62-мм M240C      | н/д       | 2 × 7,62-мм | 1 × 7,62-мм | 1 × 12,7-мм |
| Додаткове озброєння                    | —                | 1 x 30-мм MK44 | немає                  | н/д       | —           | немає       | —           |
| Потужність двигуна, к. с.              | 350(450)         | 435            | 350                    | 500-560   | 720         | 500         | 524-711     |
| Питома потужність, к. с./т             | 20,6(15,7-21,4)  | 19,8           | 17,9-21,2              | 17,2-21,5 | 27,7        | 17,9        | 20,1-24,5   |
| Макс. швидкість, км/год                | 100              | 105            | 100                    | 105       | 110         | 110         | 100-115     |
| Запас ходу по шосе, км                 | 450(600)         | 700            | 500                    | 800       | 800         | 800         | 700-1000    |
| Прохідний брід, м                      | 1,2              | плаває         | 1,2                    | плаває    | 1,5         | н/д         | плаває      |

|  | Туреччина Otokar Arma | Ізраїль Ейтан | Південна Корея K808 White Tiger | Сінгапур Terrex | Японія Тип 96 | КНР ZBL-08 | Тайвань CM-34 |
|  | --------------------- | ------------- | ------------------------------- | --------------- | ------------- | ---------- | ------------- |

| Зовнішній вигляд                       |                                                                             |                                               |             |                                                        |                  |                               |                    |
| Рік прийняття на озброєння             | 2010                                                                        | 2023                                          | 2017        | 2010                                                   | 1996             | 2009                          | н/д                |
| Бойова маса, т                         | 24-28                                                                       | 30,0-35,0                                     | 20,0        | 24,0                                                   | 14,6             | 21,0                          | 22,0               |
| Екіпаж                                 | н/д                                                                         | 3                                             | 2           | 2                                                      | 2                | 3                             | 3                  |
| Десант                                 | н/д                                                                         | 9                                             | 10          | 11                                                     | 8                | 8                             | 6                  |
| Захищеність лоба, STANAG 4569 Рівень   | від 12,7-Рівень 4                                                           | 4                                             | н/д         | 4                                                      | н/д              | від 25-мм бронебійних з 1000м | від 12,7-мм        |
| Захищеність бортів, STANAG 4569 Рівень | н/д                                                                         | 4                                             | н/д         | 4                                                      | н/д              | від 12,7-мм зі 100м           | від 7,62-мм        |
| Протимінний захист, STANAG 4569 Рівень | 4b                                                                          | н/д                                           | н/д         | 5b                                                     | н/д              | н/д                           | 5a                 |
| Автоматична гармата, мм                | 100 і 30                                                                    | 30-40                                         | 30          | 25(30)                                                 | немає            | 30(40)                        | 30                 |
| Боєкомплект, пострілів                 | н/д                                                                         | н/д                                           | н/д         | н/д                                                    | немає            | н/д                           | н/д                |
| Швидкострільність, пост./хв            | 10 і 330                                                                    | н/д                                           | н/д         | 200, або 500                                           | немає            | 330                           | 100/200            |
| ПТРК                                   | є                                                                           | Spike                                         | немає       | немає                                                  | немає            | «HJ-73C»                      | немає              |
| Кулемети                               | 1 × 14,5-мм (замість гармати) / 1 × 12,7-мм (замість гармати) / 1 × 7,62-мм | 1 × 12,7-мм M2, 1 × 7,62-мм (замість гармати) | 1 × 7,62-мм | 1 × 7,62-мм                                            | 1 × 12,7-мм M2HB | 1 × 7,62-мм Тип 86            | 1 × 7,62-мм FN MAG |
| Додаткове озброєння                    | 1 × 40-мм автоматичний гранатомет (замість гармати)                         | немає                                         | немає       | 1 × 40-мм CIS-40 (замість гармати), декілька × 7,62-мм | немає            | —                             | немає              |
| Потужність двигуна, к. с.              | 450                                                                         | 750                                           | 420         | 450                                                    | 360              | 440                           | 450                |
| Питома потужність, к. с./т             | 16,0-18,75                                                                  | 21,4-25,0                                     | 21          | 18,75                                                  | 24,7             | 20,9                          | 20,5               |
| Макс. швидкість, км/год                | 105                                                                         | 90                                            | 100         | 105                                                    | 100              | 100                           | 110                |
| Запас ходу по шосе, км                 | 750                                                                         | 1000                                          | 700-800     | 600                                                    | 500              | 800                           | 800                |
| Прохідний брід, м                      | плаває                                                                      | н/д                                           | плаває      | плаває                                                 | 1,2              | плаває                        | плаває             |

## Оператори
- Азербайджан: 107 БТР-82А на озброєнні, станом на 2025 рік[48].
- Білорусь: більше 100 одиниць БТР-82А на озброєнні, станом на 2025 рік[49].
- Казахстан: 63 БТР-82А на озброєнні, станом на 2025 рік[50].
- Росія: на озброєнні РФ перебуває близько 1550 БТР-82 всіх модифікацій, станом на 2025 рік.
  - Сухопутні війська: 1230 БТР-82А/АМ на озброєнні[51].
  - Берегові війська ВМФ: 200 БТР-82А на озброєнні[52].
  - Війська національної гвардії Росії: деяка кількість БТР-82А/АМ на озброєнні[53].
  - Повітрянодесантні війська РФ: 120 БТР-82АМ на озброєнні[54]
- Сирія: деяка кількість БТР-82А на озброєнні, станом на 2025 рік[55].
- Узбекистан: близько 100 БТР-82А на озброєнні, станом на 2025 рік[56].
- Україна: близько 100 БТР-82А на озброєнні, станом на 2025 рік[57]. Не менше 131 БТР-82 різних модифікацій захоплено силами ЗСУ, згідно дослідженням Oryx Blog.

## Галерея

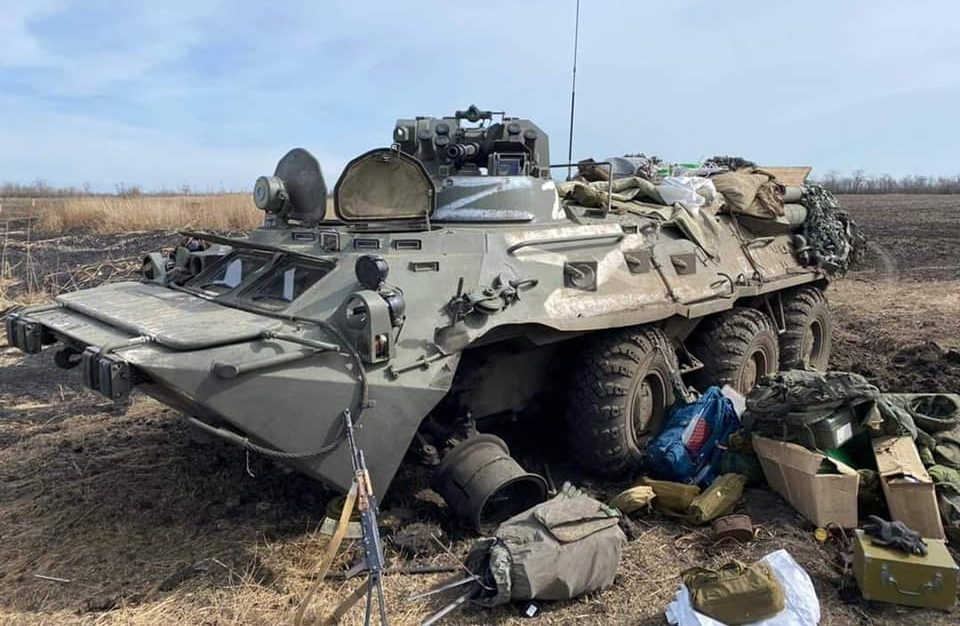
Російський БТР-82 в Україні, березень 2022 року
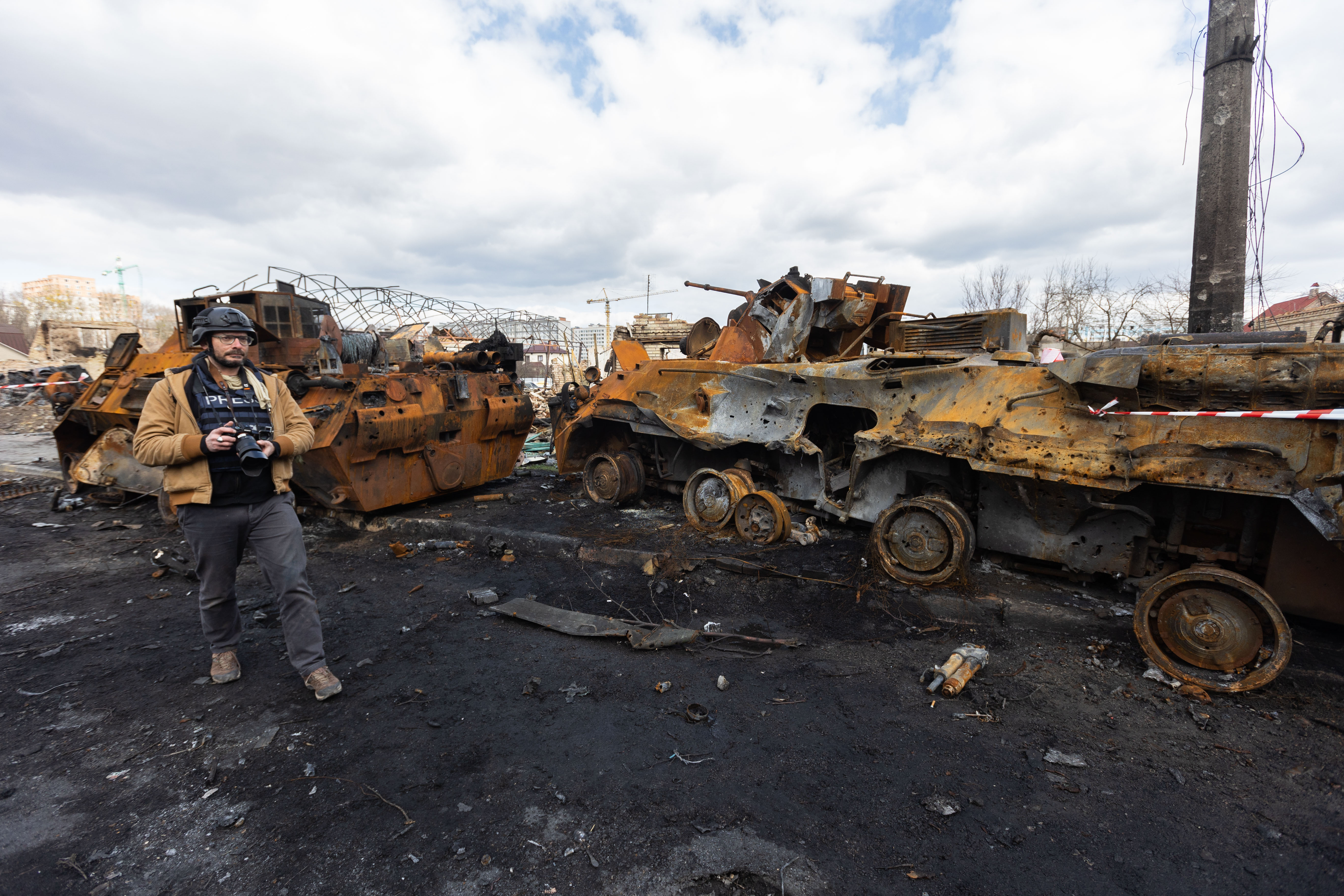
Знищенні російські БТР-82 в Київській області, 2022 рік
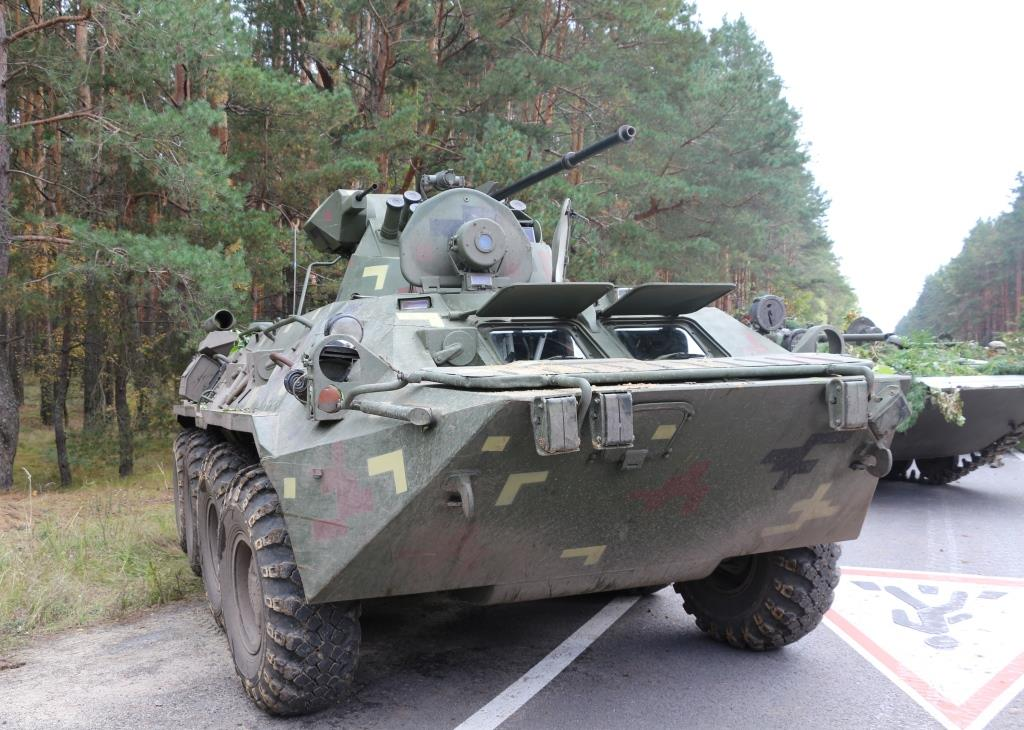
Трофейний БТР-82 на озброєнні ЗСУ